# Оценка массы Леонарда — Мерритта
Оценка массы Леонарда — Мерритта — формула для вычисления оценки массы сферической звёздной системы по данным о угловом расположении и собственных движениях звёзд. Расстояние до звёздной системы также необходимо знать.
По аналогии с теоремой о вириале, оценка Леонарда — Мерритта позволяет получить корректные результаты независимо от величины анизотропии скоростей.  Однако в данном случае необходимо знать два компонента скорости для каждой звезды, а не один.
Общий вид оценки следующий:
{\displaystyle \langle M(r)\rangle ={16 \over 3\pi G}\langle R\left(2V_{R}^{2}+V_{T}^{2}\right)\rangle .}
Угловые скобки показывают осреднение по ансамблю наблюдаемых звёзд. {\displaystyle M(r)} является массой, заключённой внутри радиуса {\displaystyle r} от центра звёздной системы; {\displaystyle R} является проекцией расстояния от звезды до видимого центра системы; {\displaystyle V_{R}} and {\displaystyle V_{T}} являются компонентами скорости звезды, параллельными и перпендикулярными видимому радиус-вектору звезды; {\displaystyle G} — гравитационная постоянная.
Как и другие методы оценивания, основанные на моментах уравнений Джинса, оценка Леонарда — Мерритта требует предположения об относительном распределении массы и яркости. В результате данный метод наиболее полезен при применении к звёздным системам, обладающим одним из следующих свойств:
1. вся или почти вся масса заключена в центральном объекте,
2. масса распределена так же, как и наблюдаемые звёзды.

Первый случай применим к ядру галактики, содержащему сверхмассивную чёрную дыру. Второй случай соответствует звёздной системе, состоящей из ярких звёзд и не содержащей тёмную материю или чёрные дыры.
В скоплении с постоянным отношением масса-светимость и полной массой  {\displaystyle M_{T}} оценка массы принимает вид
{\displaystyle M_{T}={32 \over 3\pi G}\langle R\left(2V_{R}^{2}+V_{T}^{2}\right)\rangle .}
С другой стороны, если вся масса расположена в центральной точке массы {\displaystyle M_{0}}, формула имеет вид
{\displaystyle M_{0}={16 \over 3\pi G}\langle R\left(2V_{R}^{2}+V_{T}^{2}\right)\rangle .}
Во втором случае оценка успешно применялась для оценки массы сверхмассивной чёрной дыры в центре Млечного Пути.